# Anomer

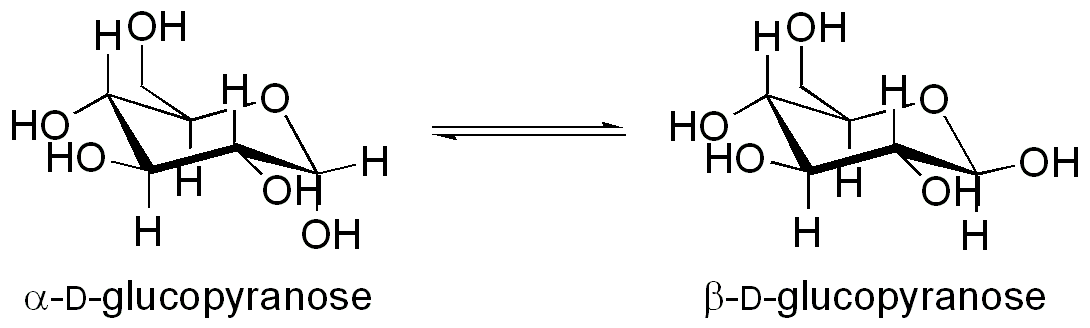
Anomerii α și β ai D-glucopiranozei.

Un anomer este un tip de stereoizomer și epimer ce se întâlnește în chimia carbohidraților. Anomerii sunt zaharide ciclice și epimere care diferă în configurație, mai exact la carbonul semiacetalic sau acetalic (de obicei numit „carbon anomeric”). Carbonul anomeric este atomul de carbon carbonilic (ce aparține grupărilor funcționale aldehidă sau cetonă) al moleculei de zaharidă aciclică.

## Nomenclatură

Diferite proiecții structurale ale α-D-glucopiranozei: 1 = proiecție Fischer cu C-1 deasupra centrului anomeric. C-5 este atomul anomeric de referință.
2,3 = proiecții Haworth. 4 = proiecție Mills.

Cei doi anomeri sunt denumiți alfa (α) și beta (β), depinzând de configurația acestora, mai exact de configurația dintre centrul anomeric și atomul de referință (vezi și Regulile Cahn-Ingold-Prelog).
Centrul anomeric din hemiacetali este chiar carbonul anomeric C-1. În hemicetali, este atomul de carbon care face parte din grupa carbonil cetonică (de exemplu C-2 din D-fructoză). În aldohexoze, atomul de referință este stereocentrul care este cel mai îndepărtat față de carbonul anomeric din ciclu. În α-D-glucopiranoză, atomul de referință este C-5.